# Estados y territorios de la India
La India es una federación que está subdividida en 28 estados: Andhra Pradesh, Arunachal Pradesh, Assam, Bihar, Chhattisgarh, Goa, Guyarat, Haryana, Himachal Pradesh, Jharkhand, Karnataka, Kerala, Madhya Pradesh, Maharashtra, Manipur, Meghalaya, Mizoram, Nagaland, Odisha, Punyab, Rayastán, Sikkim, Tamil Nadu, Telangana, Tripura, Uttar Pradesh, Uttarakhand y Bengala Occidental.
También comprende ocho territorios de la Unión: Islas Andamán y Nicobar, Chandigarh, Dadra y Nagar Haveli y Damán y Diu, Laquedivas, Puducherry, Jammu y Cachemira, Ladaj y el Territorio de la Capital Nacional.

## Estados y territorios de la Unión
| 1. Andhra Pradesh 2. Arunachal Pradesh 3. Assam 4. Bihar 5. Chhattisgarh 6. Goa 7. Guyarat 8. Haryana 9. Himachal Pradesh 10. Telangana 11. Jharkhand 12. Karnataka 13. Kerala 14. Madhya Pradesh | 1. Maharashtra 2. Manipur 3. Megalaya 4. Mizoram 5. Nagaland 6. Odisha 7. Punyab 8. Rayastán 9. Sikkim 10. Tamil Nadu 11. Tripura 12. Uttar Pradesh 13. Uttarakhand 14. Bengala Occidental |  |

8 Territorios de la Unión

Estados y territorios de la India desde 2019.

| A. Islas Andamán y Nicobar B. Chandigarh C. Dadra y Nagar Haveli y Damán y Diu D. Jammu y Cachemira E. Laquedivas G. Puducherry H. Ladaj Territorio de la Capital F. Territorio de la Capital Nacional |

| Puesto | Estado/Territorio                      | Población     | Porcentaje (%) | Hombres     | Mujeres     | Capital                               | Rural       | Urbana      | Área(km²) | Densidad (hab/km²) |
| ------ | -------------------------------------- | ------------- | -------------- | ----------- | ----------- | ------------------------------------- | ----------- | ----------- | --------- | ------------------ |
| 1      | Uttar Pradesh                          | 199 812 341   | 16.50          | 104 480 510 | 95,331,831  | Lucknow                               | 155,111,022 | 44,470,455  | 240 928   | 828                |
| 2      | Maharashtra                            | 112 374 333   | 9.28           | 58,243,056  | 54,131,277  | Bombay                                | 61,545,441  | 50,827,531  | 307 713   | 365                |
| 3      | Bihar                                  | 104 099 452   | 8.60           | 54,278,157  | 49,821,295  | Patna                                 | 92,075,028  | 11,729,609  | 94 163    | 1102               |
| 4      | Bengala Occidental                     | 91 276 115    | 7.54           | 46,809,027  | 44,467,088  | Calcuta                               | 62,213,676  | 29,134,060  | 88 752    | 1030               |
| 5      | Madhya Pradesh                         | 72 626 809    | 6.00           | 37,612,306  | 35,014,503  | Bhopal                                | 52,537,899  | 20,059,666  | 308 245   | 236                |
| 6      | Tamil Nadu                             | 72 147 030    | 5.96           | 36,137,975  | 36,009,055  | Chennai                               | 37,189,229  | 34,949,729  | 130 058   | 555                |
| 7      | Rayastán                               | 68 548 437    | 5.66           | 35,550,997  | 32,997,440  | Jaipur                                | 51,540,236  | 17,080,776  | 342 239   | 201                |
| 8      | Karnataka                              | 61 095 297    | 5.05           | 30,966,657  | 30,128,640  | Bangalore                             | 37,552,529  | 23,578,175  | 191 791   | 319                |
| 9      | Guyarat                                | 60 439 692    | 4.99           | 31,491,260  | 28,948,432  | Gandhinagar                           | 34,670,817  | 25,712,811  | 196 024   | 308                |
| 10     | Andhra Pradesh                         | 49 386 799    | 4.08           | 24,738,068  | 24,648,731  | Hyderabad                             | 34,776,389  | 14,610,410  | 160 205   | 308                |
| 11     | Odisha                                 | 41 974 218    | 3.47           | 21,212,136  | 20,762,082  | Bhubaneshwar                          | 34,951,234  | 6,996,124   | 155 707   | 269                |
| 12     | Telangana                              | 35 193 978    | 2.91           | 17,704,078  | 17,489,900  | Hyderabad                             | 21,585,313  | 13,608,665  | 114 840   | 307                |
| 13     | Kerala                                 | 33 406 061    | 2.76           | 16,027,412  | 17,378,649  | Thiruvananthapuram                    | 17,445,506  | 15,932,171  | 38 863    | 859                |
| 14     | Jharkhand                              | 32 988 134    | 2.72           | 16,930,315  | 16,057,819  | Ranchi                                | 25,036,946  | 7,929,292   | 79 714    | 414                |
| 15     | Assam                                  | 31 205 576    | 2.58           | 15,939,443  | 15,266,133  | Dispur                                | 26,780,526  | 4,388,756   | 78 438    | 397                |
| 16     | Punyab                                 | 27 743 338    | 2.2            | 14,639,465  | 13,103,873  | Chandigarh                            | 17,316,800  | 10,387,436  | 50 362    | 550                |
| 17     | Chhattisgarh                           | 25 545 198    | 2.11           | 12,832,895  | 12,712,303  | Raipur                                | 19,603,658  | 5,936,538   | 135 191   | 189                |
| 18     | Haryana                                | 25 351 462    | 2.09           | 13,494,734  | 11,856,728  | Chandigarh                            | 16,531,493  | 8,821,588   | 44 212    | 573                |
| 19     | Territorio de la Capital Nacional (UT) | 16 787 941    | 1.39           | 8,887,326   | 7,800,615   | Nueva Delhi                           | 944,727     | 12,905,780  | 1484      | 11 297             |
| 20     | Jammu y Cachemira                      | 12 541 302    | 1.04           | 6,640,662   | 5,900,640   | Srinagar (Verano) Jammu (Invierno)    | 9,134,820   | 3,414,106   | 222 236   | 56                 |
| 21     | Uttarakhand                            | 10 086 292    | 0.83           | 5,137,773   | 4,948,519   | Dehradun                              | 7,025,583   | 3,091,169   | 53 483    | 189                |
| 22     | Himachal Pradesh                       | 6 864 602     | 0.57           | 3,481,873   | 3,382,729   | Shimla (Verano) Dharamsala (Invierno) | 6,167,805   | 688 704     | 55 673    | 123                |
| 23     | Tripura                                | 3 673 917     | 0.30           | 1,874,376   | 1,799,541   | Agartala                              | 2,710,051   | 960,981     | 10 486    | 350                |
| 24     | Meghalaya                              | 2 966 889     | 0.25           | 1,491,832   | 1,475,057   | Shillong                              | 2,368,971   | 595 036     | 22 429    | 132                |
| 25     | Manipur                                | 2 721 756     | 0.22           | 1,290,171   | 1,280,219   | Imphal                                | 1,899,624   | 822 132     | 22 327    | 122                |
| 26     | Nagaland                               | 1 978 502     | 0.16           | 1,024,649   | 953,853     | Kohima                                | 1,406,861   | 573 741     | 16 579    | 119                |
| 27     | Goa                                    | 1 458 545     | 0.12           | 739,140     | 719,405     | Panaji                                | 551 414     | 906 309     | 3 702     | 394                |
| 28     | Arunachal Pradesh                      | 1 383 727     | 0.11           | 713,912     | 669,815     | Itanagar                              | 1,069,165   | 313 446     | 83 743    | 17                 |
| 29     | Puducherry (UT)                        | 1 247 953     | 0.10           | 612,511     | 635,442     | Puducherry                            | 394 341     | 850 123     | 479       | 2598               |
| 30     | Mizoram                                | 1 097 206     | 0.09           | 555,339     | 541,867     | Aizawl                                | 529,037     | 561,997     | 21 081    | 52                 |
| 31     | Chandigarh (UT)                        | 1 055 450     | 0.09           | 580,663     | 474,787     | Chandigarh                            | 29 004      | 1 025 682   | 114       | 9252               |
| 32     | Sikkim                                 | 610 577       | 0.05           | 323,070     | 287,507     | Gangtok                               | 455 962     | 151 726     | 7096      | 86                 |
| 33     | Andamán y Nicobar (UT)                 | 380 581       | 0.03           | 202,871     | 177,710     | Port Blair                            | 244,411     | 135,533     | 8249      | 46                 |
| 34     | Dadra y Nagar Haveli (UT)              | 343 709       | 0.03           | 193,760     | 149,949     | Silvassa                              | 183 024     | 159 829     | 491       | 698                |
| 35     | Damán y Diu (UT)                       | 243 247       | 0.02           | 150,301     | 92,946      | Damán                                 | 60,331      | 182,580     | 112       | 2169               |
| 36     | Laquedivas (UT)                        | 64 473        | 0.01           | 33,123      | 31,350      | Kavaratti                             | 14,121      | 50,308      | 32        | 2013               |
| –      | Total (India)                          | 1 210 854 977 | 100            | 623,724,248 | 586,469,174 |                                       | 833,087,662 | 377,105,760 | 3 287 240 | 382                |

## Evolución de los estados de la India

Divisiones administrativas de la Unión de la India en 1951, diferenciados por categorías.
Categoría A
Categoría B
Categoría C
Categoría D
Territorios no integrantes de la India en 1951

La India británica, que incluía además de la actual India los modernos estados de Pakistán, Bangladés y Bután estaba compuesta por tipos diferentes de estados. Las Provincias estaban gobernadas por un gobernador local, nombrado por el Virrey. Los estados principescos estaban gobernados por jefes locales, con cargos hereditarios. Estos jefes acataban la soberanía británica a cambio de una autonomía local.
Con la división de India y Pakistán en 1947, provincias y estados principescos fueron asignados a uno u otro país con dos provincias, Punyab y Bengala, que quedaron divididas entre ambos países. El estado de Hyderabad, de mayoría musulmana, intentó quedar como independiente pero el ejército indio intervino y finalmente fue anexionado a este país. India y Pakistán se disputaron el control del estado de Jammu y Cachemira; de mayoría musulmana, qué quedó en manos de la India.
El periodo entre la independencia en 1947 hasta el inicio de la República de la India en 1950 sirvió para que los estados principescos se fueran lentamente convirtiendo en provincias.
Los estados en el momento de la independencia eran:
- Andhra
- Assam
- Ajmer
- Bengala Occidental
- Bihar
- Bhopal
- Bilaspur
- Bombay
- Coorg
- Territorio de la Capital Nacional
- Himachal Pradesh
- Hyderabad
- Jammu y Cachemira
- Kutch
- Madhya Bharat
- Madhya Pradesh
- Madrás
- Manipur
- Mysore
- Orissa
- Punyab Oriental
- Rayastán
- Saurastra
- Travancore-Cochín
- Tripura
- Unión de Estados de Patiala y de Punyab Oriental
- Uttar Pradesh
- Vindhya Pradesh
- Islas Andamán y Nicobar

A partir de 1956 se fueron creando nuevos estados. Haryana se creó en 1966 como un estado independiente del Punyab. El antiguo reino de Sikkim quedó anexionado como estado en 1975. En el año 2000 se crearon tres nuevos estados: Jharkhand, Chhattisgarh y Uttaranchal. El 2 de junio de 2014 se creó el estado de Telangana a partir de una porción noroccidental de Andhra Pradesh.

## Estados propuestos de la India

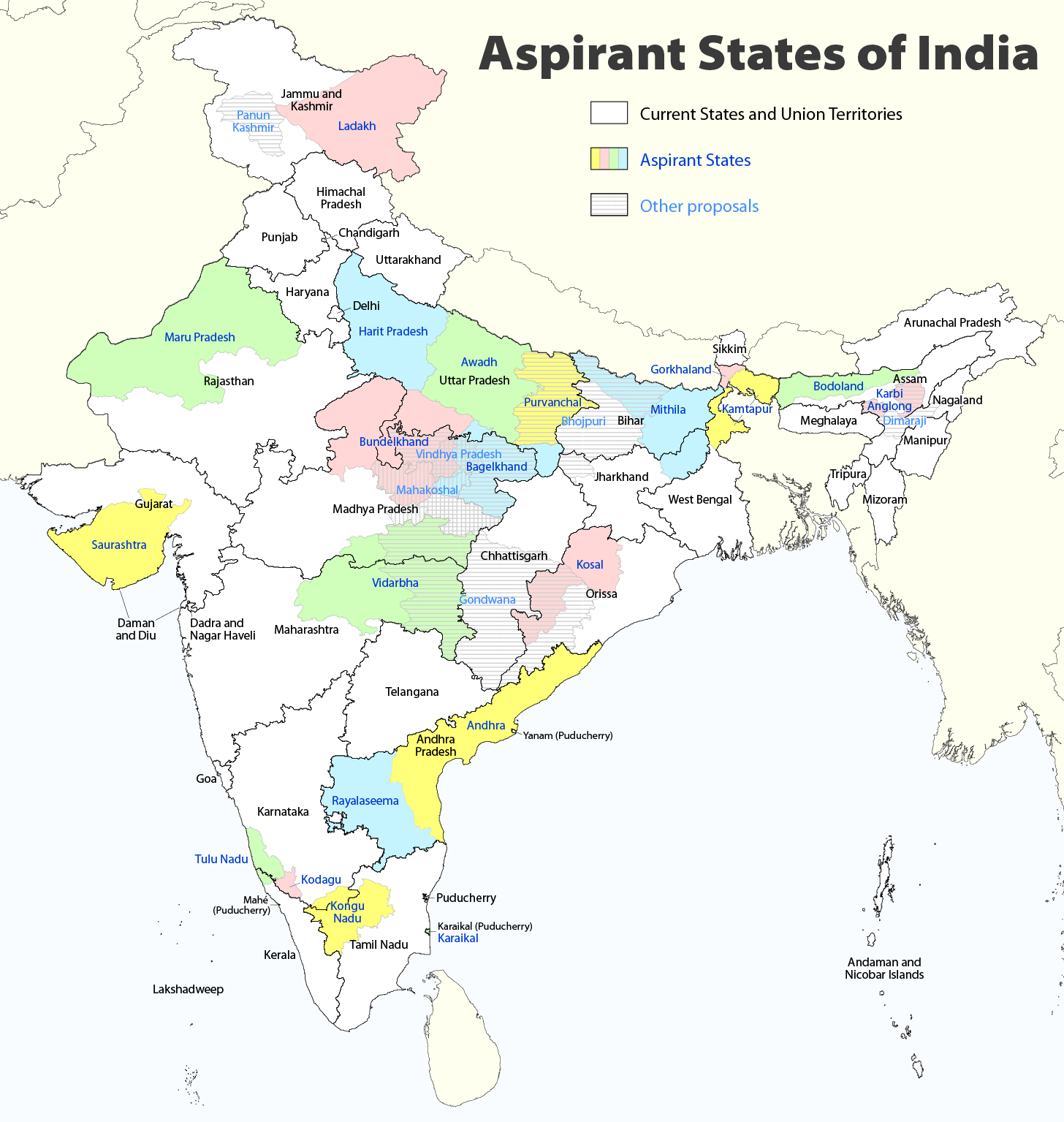
Proposiciones de nuevos estados.

Actualmente existen veintiocho estados federados y ocho territorios de la unión. La formación de nuevos estados y territorios es un poder reservado exclusivamente al Presidente de la India. El presidente puede anunciar la creación de nuevos estados, separando el territorio de un estado existente o mediante la fusión de dos o más estados o partes de los mismos. Sigue una relación de los territorios que ha planteado una modificación de su estatus[cita requerida]
1. Awadh (Uttar Pradesh)
2. Bagelkhand (Uttar Pradesh)
3. Belgaum (Karnataka)
4. Bhojpuri
5. Bodoland (Assam)
6. Bunkelhand (Bundelkund)
7. Cachemira (Jammu y Cachemira)
8. Chola Nadu (Tamil Nadu)
9. Territorio de la Capital Nacional
10. Dhuri (Punyab)
11. Dimaraji (Assam)
12. Dogradesh (Jammu y Cachemira)
13. Gird (Madhya Pradesh)
14. Gondwana (Chhattisgarh)
15. Gorkhaland (Bengala Occidental)
16. Harit Pradesh (Uttar Pradesh)
17. Kalyana Karnataka (Karnataka)
18. Kamatapur (Bengala Occidental)
19. Karaikal (Puducherry)
20. Karbi Anglong (Assam)
21. Khandesh (Maharastra)
22. Kodagu (Karnataka)
23. Kongu Nadu (Tamil Nadu)
24. Kosal (Odisha)
25. Kōstā āndhra (Andhra Pradesh)
26. Ladakh (Jammu y Cachemira)
27. Mahakoshal (Madhya Pradesh)
28. Malwa (Madhya Pradesh)
29. Marathwada (Maharastra)
30. Maru Pradesh (Rayastán)
31. Mithila (Bihar)
32. Pandya Nadu (Tamil Nadu)
33. Panun Kashmir (Jammu y Cachemira)
34. Purvanchal (Uttar Pradesh-Bihar)
35. Rayalaseema (Andhra Pradesh)
36. Sangrur (Punyab)
37. Saurastra (Guyarat)
38. Seemanchal (Bihar)
39. Tipraland (Tripura)
40. Tulu Nadu (Karnataka)
41. Uttarandhra (Andhra Pradesh)
42. Vidarbha (Maharastra)
43. Vindhya Pradesh (Andhra Pradesh)